# Kredyt i debet. Andrzej Wajda o sobie
Kredyt i debet. Andrzej Wajda o sobie – polski film autobiograficzny z 1999 roku w reżyserii Andrzeja Wajdy.